# Aron Kifle
Aron Kifle (* 20. Februar 1998) ist ein eritreischer Leichtathlet, der sich auf den Langstreckenlauf spezialisiert hat.

## Sportliche Laufbahn
Erste internationale Erfahrungen sammelte Aron Kifle bei den Crosslauf-Weltmeisterschaften 2015 in Guiyang, bei denen er nach 24:52 min den 19. Platz in der U20-Wertung belegte und sich in der Teamwertung die Bronzemedaille sicherte. Im 5000-Meter-Lauf qualifizierte er sich für die Weltmeisterschaften in Peking, bei denen er mit 1:25,85 min in der Vorrunde ausschied. Anschließend belegte er bei den Afrikaspielen in Brazzaville in 13:26,85 min den achten Platz. Im Jahr darauf gewann er bei den U20-Weltmeisterschaften in Bydgoszcz in 27:26,20 min die Silbermedaille im 10.000-Meter-Lauf und erreichte über 5000 Meter in 13:31,09 min den fünften Rang. Daraufhin nahm er über 5000 Meter an den Olympischen Spielen in Rio de Janeiro teil, gelangte dort mit 13:29,45 min aber nicht bis in das Finale. Bei den Crosslauf-Weltmeisterschaften 2017 in Kampala gelangte er nach 28:49 min auf den fünften Platz und gelangte bei den Weltmeisterschaften in London über 5000 Meter bis in das Finale und belegte dort mit 13:36,91 min den siebten Platz. Zudem wurde er über 10.000 Meter in 27:09,92 min den elften Platz. Bei den Halbmarathon-Weltmeisterschaften 2018 in Valencia gewann er in 1:00:31 h die Bronzemedaille und musste sich damit nur dem Kenianer Geoffrey Kamworor und Abraham Cheroben aus Bahrain geschlagen geben. Im Jahr darauf wurde er bei den Crosslauf-Weltmeisterschaften in Aarhus nach 32:04 min Vierter und gewann daraufhin bei den Afrikaspielen in Rabat in 27:57,79 min die Silbermedaille über 10.000 Meter hinter dem Äthiopier Berehanu Tsegu. Er nahm über diese Distanz auch an den Weltmeisterschaften in Doha teil und belegte dort in 28:16,74 min Rang 15. 2021 startete er über 10.000 m bei den Olympischen Sommerspielen in Tokio und gelangte dort nach 28:04,06 min auf Rang zwölf.
Bei den Crosslauf-Weltmeisterschaften 2024 in Belgrad landete er nach 31:21 min auf dem 72. Platz im Einzelrennen. Im August verpasste er bei den Olympischen Sommerspielen in Paris mit 14:16,77 min den Finaleinzug.

## Persönliche Bestleistungen
- 5000 Meter: 13:05,00 min, 22. Juni 2024 in Wien
- 10.000-Meter-Lauf: 27:09,74 min, 14. Juni 2024 in Nerja
- Halbmarathon: 59:51 min, 21. Oktober 2018 in Neu-Delhi